# Gyeongju Korea Hydro & Nuclear Power WFC
Gyeongju KHNP WFC ist ein Fußballfranchise aus Gyeongju, Südkorea. Der Verein spielt in der WK League, der höchsten Frauenfußball-Spielklasse Südkoreas.

## Geschichte

### Gründung
Gegründet wurde das Franchise am 23. März 2017. Als ersten Trainer stellte man Ha Keum-jin vor.

### Gegenwart
Ihre Premierenspielzeit verlief schlechter als erwartet. Der Verein belegte nach Ende der Spielzeit den 7. Platz und wurde Vorletzter. Auch im Vereinspokal schied man zugleich in der Gruppenphase als Letztplatzierter aus. Im Ligapokal hingegen, konnte der Verein überraschen. Im Viertelfinale, bezwangen sie Seoul WFC mit 1:0 und erreichten überraschend die nächste Pokalrunde. Im Halbfinale, konnte man auch Boeun Sangmu WFC mit 1:0 bezwingen und erreichten somit das Pokalfinale. Im Pokalfinale, unterlagen sie allerdings knapp mit 0:1 Incheon Hyundai Steel Red Angels. Nach Ende der Saison, stellte die Vereinsführung mit Ko Mun-heui einen neuen Trainer vor.
Für die Spielzeit 2018, investierte der Verein viel Geld in neue Spieler. Es wurden unter anderen Spieler wie José Nahi, Ines und Asuna Tanaka verpflichtet. Ihre zweite Spielzeit verlief deutlich besser. Der Verein beendete die Spielzeit auf Platz 2 und qualifizierte sich somit für die Meisterschaftsspiele. Im Halbfinale, traten sie gegen Suwon UDC WFC an. Das Spiel konnten sie 2:0 für sich entscheiden. Im Meisterschaftsfinale traten sie gegen Incheon Hyundai Steel Red Angels an. Das Hinspiel konnten sie klar mit 3:0 für sich entscheiden. Das Rückspiel endete in einem 1:5-Krimi, da Incheon erst in der Nachspielzeit das Hinspielergebnis mit ebenfalls 3:0 egalisieren konnte. Die Saison beendeten sie als Vizemeister. Währenddessen konnte sich der Verein in den Pokalwettbewerben ebenfalls deutlich steigern. Im Vereinspokal schied man erst im Viertelfinale, im Elfmeterschießen gegen Suwon UDC WFC aus. Im Ligapokal, konnte man sich bis ins Halbfinale vorkämpfen, ehe man an Seoul WFC mit 1:2 scheiterte. Trotz der deutlichen Steigerung, wurde Ko Mun-heui durch Eo Yeong-guk ersetzt.
Für die Spielzeit 2019, wurde die Meisterschaft als Saisonziel ausgegeben. Die Reguläre Saison beendete man erneut auf Platz 2. Im Halbfinale unterlag man überraschend mit 0:2 gegen Suwon UDC WFC. Auch im Vereinspokal schied der Verein überraschend in der Gruppenphase aus. Im Ligapokal schied man zugleich im Viertelfinale gegen Hwacheon KSPO WFC mit 1:2 überraschend aus. Nach Ende der Spielzeit, musste auch Eo Yeong-guk den Verein wieder verlassen. Als Nachfolgerin wurde Song Ju-heui vorgestellt.

### Historien-Übersicht
| Saison | Liga      | Kl. | Vereine | Spiele | Pl. | S  | U | N  | Tore  | Pkt. | Vereinspokal  | Ligapokal     | WK-League-Play-offs | Trainer      |
| ------ | --------- | --- | ------- | ------ | --- | -- | - | -- | ----- | ---- | ------------- | ------------- | ------------------- | ------------ |
| 2017   | WK-League | 1   | 8       | 28     | 7.  | 5  | 6 | 17 | 23:53 | 21   | Gruppenphase  | Finalist      | Nicht qualifiziert  | Ha Keum-jin  |
| 2018   | WK-League | 1   | 8       | 28     | 2.  | 16 | 5 | 7  | 54:35 | 53   | Viertelfinale | Halbfinale    | Finalist            | Ko Mun-heui  |
| 2019   | WK-League | 1   | 8       | 28     | 2.  | 14 | 7 | 7  | 62:35 | 49   | Gruppenphase  | Viertelfinale | Halbfinale          | Eo Yeong-guk |
| 2020   | WK-League | 1   | 8       | 21     |     |    |   |    | -:-   |      |               |               |                     | Song Ju-heui |

## Stadion

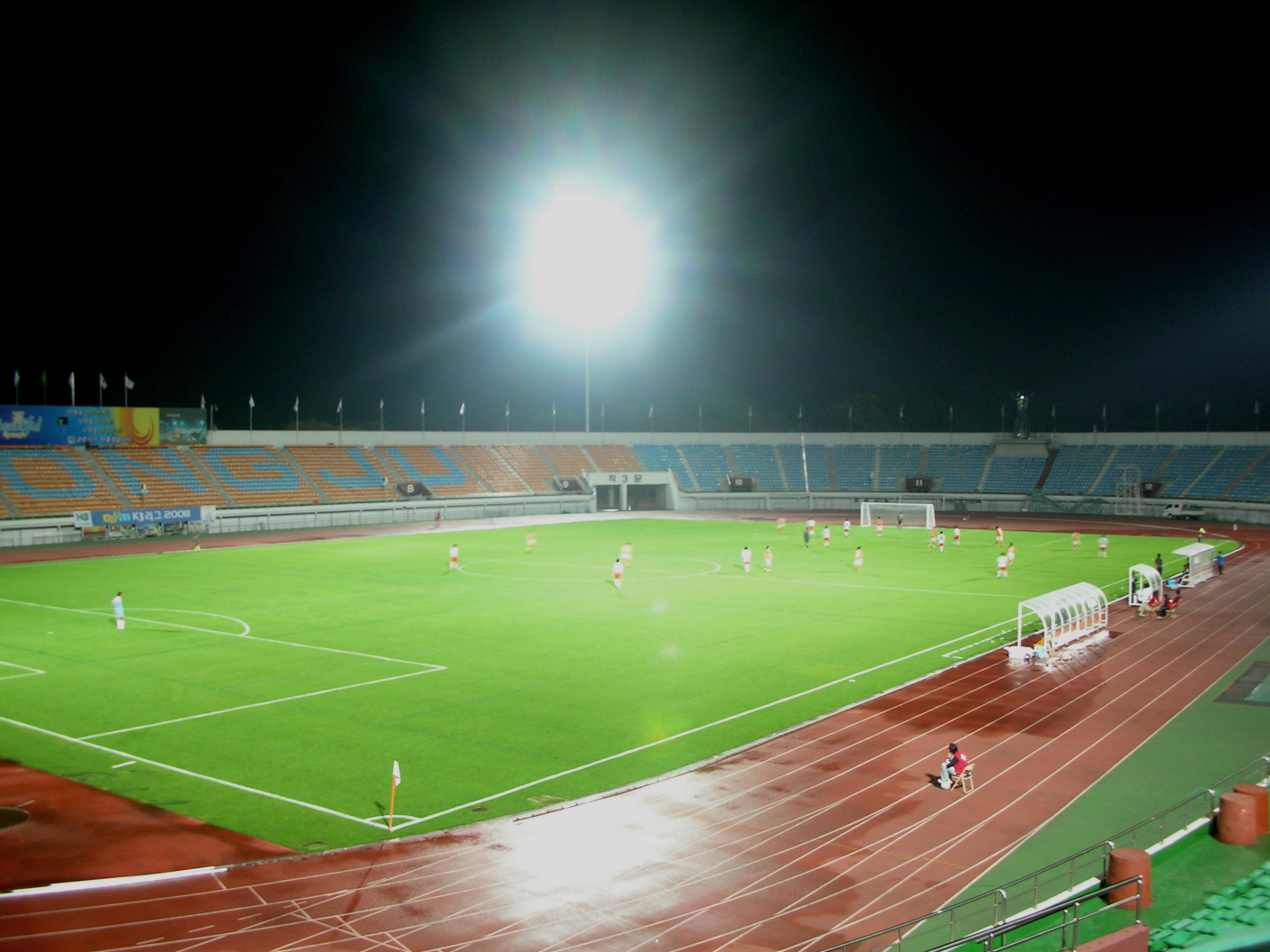
Das Gyeongju-Stadion

Der Verein trägt seine Heimspiele im 1979 eröffneten Gyeongju-Stadion mit 12.199 Plätzen aus, das sich im Besitz der Stadtverwaltung Gyeongju befindet.